# Cầu Hữu Trạch
Cầu Hữu Trạch là một cây cầu bắc qua sông Hữu Trạch, thị xã Hương Trà, Thừa Thiên Huế.

## Thông tin
Cầu Hữu Trạch có chiều dài là 153 m, chiều rộng là 7 m. Cầu Hữu Trạch bắt đầu từ Km 13+415 đến điểm cuối là Km 13+423, kết nối Quốc lộ 49 và La Khê Trẹm với nhau.

## Thi công
Trước kia, để di chuyển qua sông, người dân thường phải đi thuyền hoặc đò, vào mùa mưa bão việc đi đò qua sông rất nguy hiểm. Vào năm 2012, UBND xã Hương Thọ đã tham mưu lên các cấp để xin phép xây dựng cây cầu. Tổng chi phí xây dựng cầu gần 50 tỷ đồng. Sau khi xây dựng, đến tháng 1 năm 2015, cây cầu đã được hoàn thành. Cây cầu khi xây dựng được cho rằng sẽ giảm bớt gánh nặng cho an toàn giao thông đường thủy. Mặc dù trước đó, vào năm 2014, cây cầu đã được thông xe kỹ thuật nhưng bề mặt cầu vẫn chưa được thảm nhựa cho đến thời điểm tháng 1 năm 2015.